# Rediu (gmina Răuseni)
Rediu – wieś w Rumunii, w okręgu Botoszany, w gminie Răuseni. W 2011 roku liczyła 617 mieszkańców.